# Rolling Meadows
Rolling Meadows es una ciudad ubicada en el condado de Cook en el estado estadounidense de Illinois. En el Censo de 2010 tenía una población de 24099 habitantes y una densidad poblacional de 1.650,64 personas por km².

## Geografía
Rolling Meadows se encuentra ubicada en las coordenadas 42°4′30″N 88°1′31″O / 42.07500, -88.02528. Según la Oficina del Censo de los Estados Unidos, Rolling Meadows tiene una superficie total de 14.6 km², de la cual 14.59 km² corresponden a tierra firme y (0.09%) 0.01 km² es agua.

## Demografía
Según el censo de 2010, había 24099 personas residiendo en Rolling Meadows. La densidad de población era de 1.650,64 hab./km². De los 24099 habitantes, Rolling Meadows estaba compuesto por el 77.7% blancos, el 2.36% eran afroamericanos, el 0.34% eran amerindios, el 8.2% eran asiáticos, el 0.02% eran isleños del Pacífico, el 8.15% eran de otras razas y el 3.23% pertenecían a dos o más razas. Del total de la población el 26.28% eran hispanos o latinos de cualquier raza.